# Att leva (roman)
Att leva är en kinesisk roman av Yu Hua från 1992. Handlingen utspelar sig under fyra årtionden i Kina. Huvudpersonen, den unge Fugui, en bortskämd och samvetslös godsägarson, spelar bort sin familjs förmögenhet. Mot bakgrund av Kinas moderna historia, från inbördeskriget, via 1950-talets svältkatastrof, till Kulturrevolutionen, får vi sedan följa Fugui och hans anhörigas fortsatta öde.
Boken utgavs första gången 1992 och räknas till mästerverken i den moderna kinesiska litteraturen. Romanen har översatts till ett flertal språk och har filmatiserats av Zhang Yimou känd för bland annat Den röda lyktan, Hero och Flying daggers. Att leva utkom i svensk översättning 2006.